# Brevilabus
Brevilabus is een geslacht van spinnen uit de familie wolfspinnen (Lycosidae).

## Soorten
De volgende soorten zijn bij het geslacht ingedeeld:
- Brevilabus gillonorum Cornic, 1980
- Brevilabus oryx (Simon, 1886)